# John Erskine, 25. Earl of Mar
John Thomas Erskine, 25. Earl of Mar (* 18. Juni 1772; † 20. September 1828), war ein britischer Adliger und Offizier.

## Leben
Er war der einzige Sohn und Erbe von John Erskine, 24. Earl of Mar (1741–1825) aus dessen Ehe mit Frances Floyer († 1798).
Im Juni 1793 trat er als Captain in das Perthshire Fencible-Regiment der British Army ein, das anlässlich der Revolutionskriege aufgestellt wurde.
Beim Tod seines Vaters am 20. September 1825 erbte er dessen Titel als 25. Earl of Mar, 18. Lord Garioch und 13. Lord Erskine.

## Ehe und Nachkommen
Am 17. März 1795 heiratete er Janet Miller († 1825), Tochter des Patrick Miller, Gutsherr von Dalswinton in Dumfriesshire. Mit ihr hatte er einen Sohn und zwei Töchter:
- John Francis Miller Erskine, 26. Earl of Mar, 11. Earl of Kellie (1795–1866) ⚭ 1827 Philadelphia Stuart Stuart-Menteth, Tochter des Sir Charles Stuart-Menteth, 1. Baronet;
- Lady Frances Jemima Erskine († 1842), ⚭ 1830 Dr. William James Goodeve († 1861), Arzt in Clifton, Gloucestershire, Eltern von John Goodeve-Erskine, 27. Earl of Mar;
- Lady Jane Janetta Erskine († 1861), ⚭ 1830 Edward Wilmot Chetwode († 1874), Gutsherr von Woodbridge in Queen’s County.

Als er 1828 starb, erbte sein Sohn seine Adelstitel.